# Câmpulung
Câmpulung (eller Câmpulung Muscel) är en stad (municipiu) i länet Argeș i det historiska landskapet Valakiet i södra Rumänien. Staden Câmpulung utgör centralort i stadskommunen med samma namn.
Tidigare har staden utgjort residensstad i det dåvarande länet Muscel.

## Orter
Stadskommunen Câmpulung omfattar utöver själva staden Câmpulung även den närliggande byn Valea Rumâneștilor:
| Namn                   | Folkmängd (2021) |
| ---------------------- | ---------------- |
| Câmpulung (centralort) | 27 274           |
| Valea Rumâneștilor     | 300              |

## Bilder

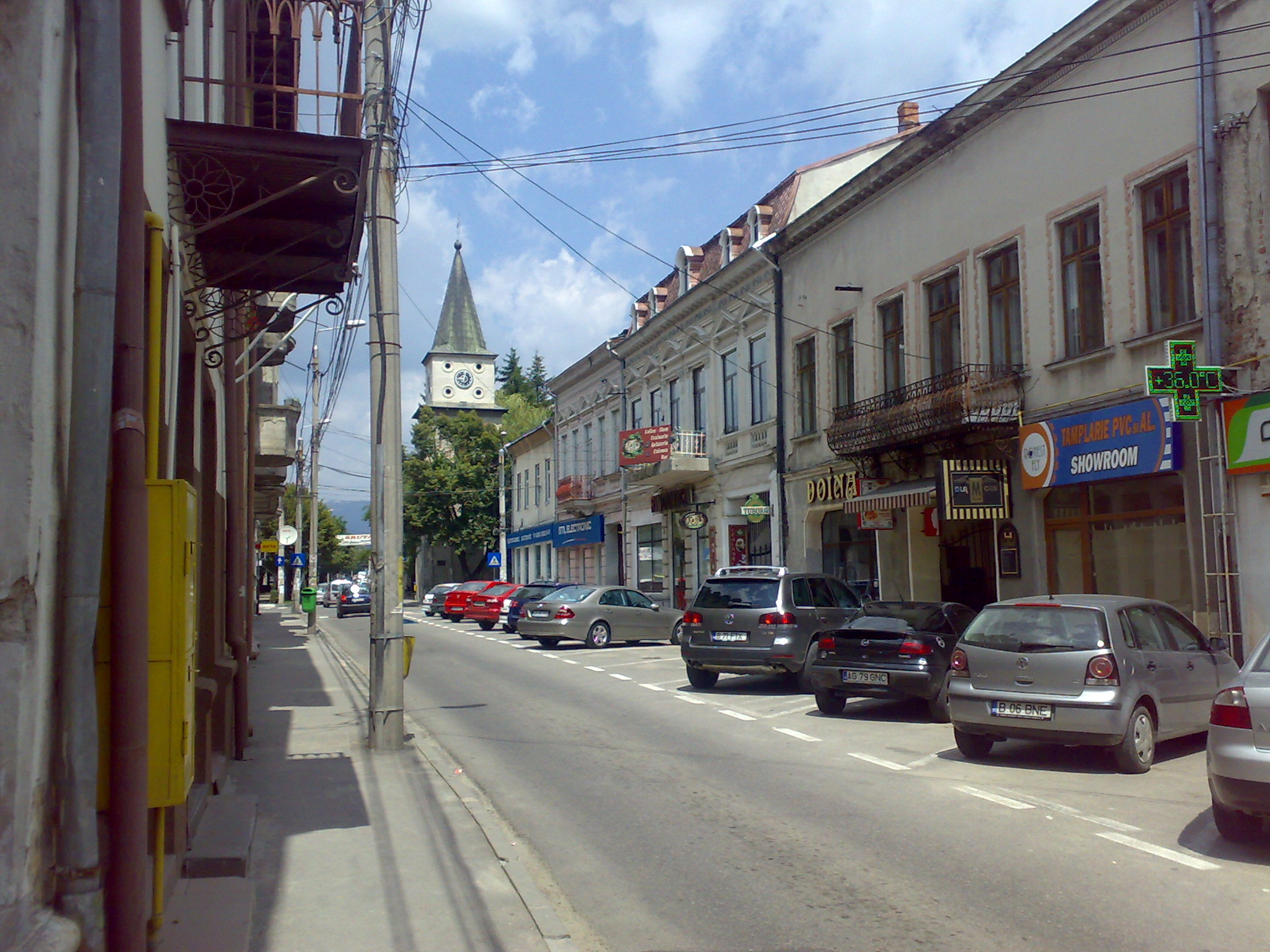
Gatuvy från centrala Câmpulung.
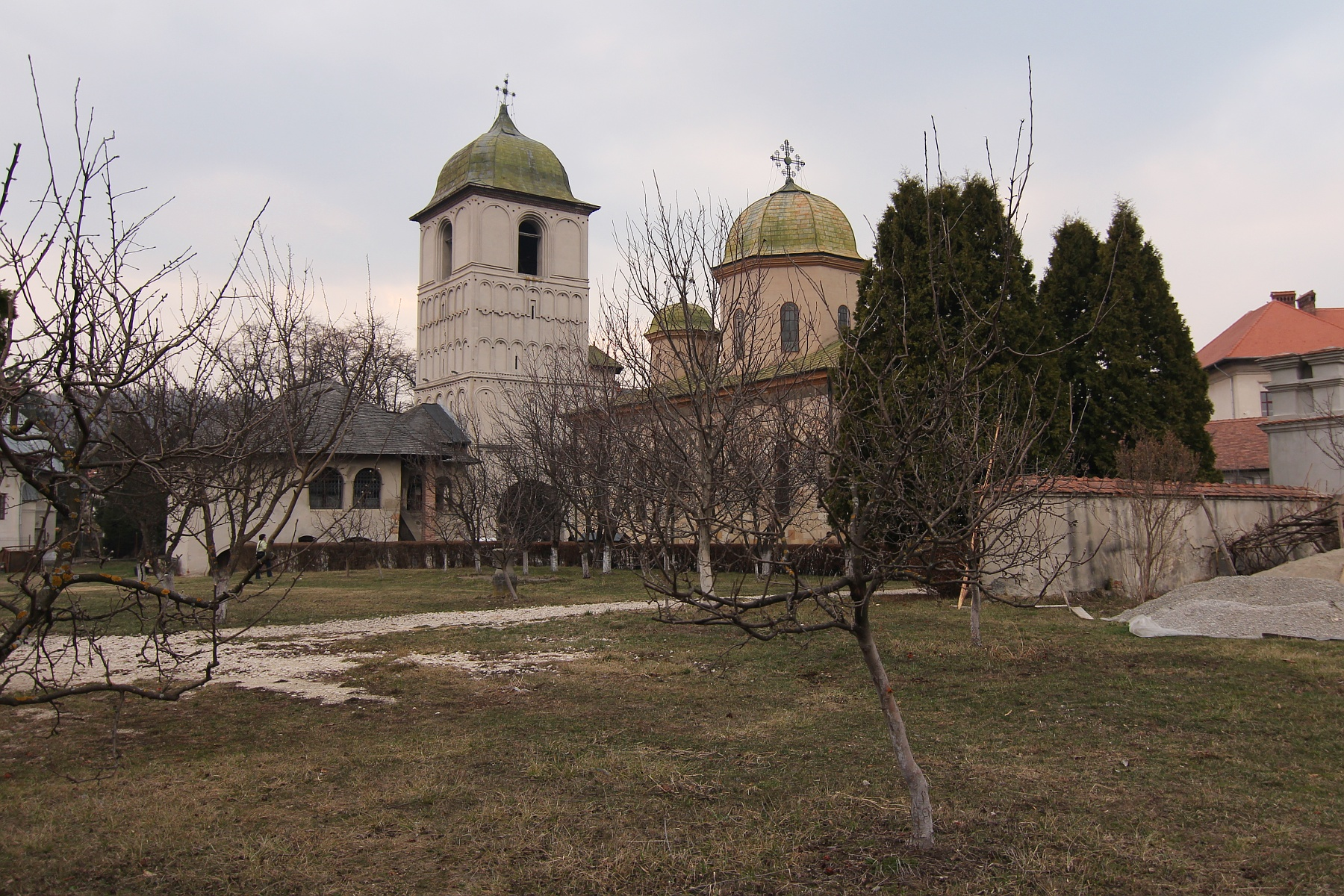
Klostret Negru Vodă.
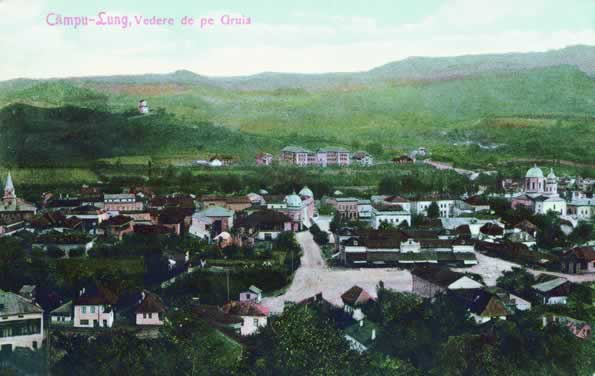
Vykort från Câmpulung (1909).